# Мушерон, Изак де
Изак де Мушерон, Исаак де Мушерон (нидерл. Isaac de Moucheron; 23 ноября 1667, Амстердам — 1744, Амстердам) — голландский живописец, рисовальщик, акварелист, гравёр, мастер офорта, и архитектор «Золотого века голландского искусства». Сын пейзажиста Фредерика де Мушерона. Мастер «итальянизированного пейзажа» и настенных росписей. Романист.

## Биография
По данным RKD (Нидерландского института истории искусств), Исаак был одним из десяти детей пейзажиста Фредерика де Мушерона и Марики де Жудервиль, дочери живописца-портретиста Исаака де Жудервиля, и был назван в честь деда по материнской линии, который, как и его отец, был художником-пейзажистом и учился у Рембрандта. Отец Исаака происходил из знатной и богатой семьи французских виноторговцев из Нормандии и также был живописцем. После учёбы у отца Исаак на два года уехал в Италию.
В 1695 году он отправился в Рим через Болонью; в Италии он получил прозвище «Порядок» (Ordenantie), потому что любил порядок и дисциплину в работе. Известно, что Мушерон копировал картины Никола Пуссена в Риме. Его рисунки с самого начала хвалили за высокое качество.
Когда он вернулся на родину, то быстро приобрёл известность своими итальянскими пейзажами в росписях стен домов богатых амстердамских семей. В 1713 году он женился на Анне ван дер Бакен. Жил в Амстердаме на Вийзелграхте. В крупных проектах он сотрудничал с Якобом де Витом, и многие из их совместных работ до настоящего времени остаются в домах, где они были написаны. В Амстердаме он подружился с архитектором Даниэлем Маро Старшим и такими художниками, как Якоб де Вит и Николас Верколье. Наибольшую известность он добился как производитель расписных обоев для аристократических домов Амстердама. Будучи богатым художником, он сам жил в таком же доме. Он также работал архитектором и проектировщиком садов.
Знаменитый историограф Арнольд Хоубракен в сборнике биографий «Великий театр нидерландских художников и художниц» (De Groote Schouburgh der Nederlantsche Konstschilders en Schilderessen, 1718—1721) упомянул Мушерона Младшего как путешественника по Риму в своём очерке о Питере де Молине, которого он знал в Риме.
Хoубракен намеревался написать биографический очерк Исаака и упомянул об этом в биографии его отца Фредерика де Мушерона, но не смог его завершить (он умер до публикации тома III, который закончился годом рождения художника).

## Наследие
Исаак де Мушерон в своих пейзажах подражал Гаспару Дюге и отчасти И. Глауберу. Писал итальянские пейзажи по заказу богатых голландских семей. Его картины, хранящиеся в Шверинской, Аугсбургской, Копенгагенской и других галереях, свидетельствуют о нём, как о рисовальщике более точном, чем его отец, не обладавшем, однако, мягкостью и гармоничностью колорита этого мастера.
Одна картина Мушерона представлена в собрании Музея изобразительных искусств им. А. С. Пушкина в Москве, куда поступила в составе коллекции И. С. Зильберштейна.

## Галерея

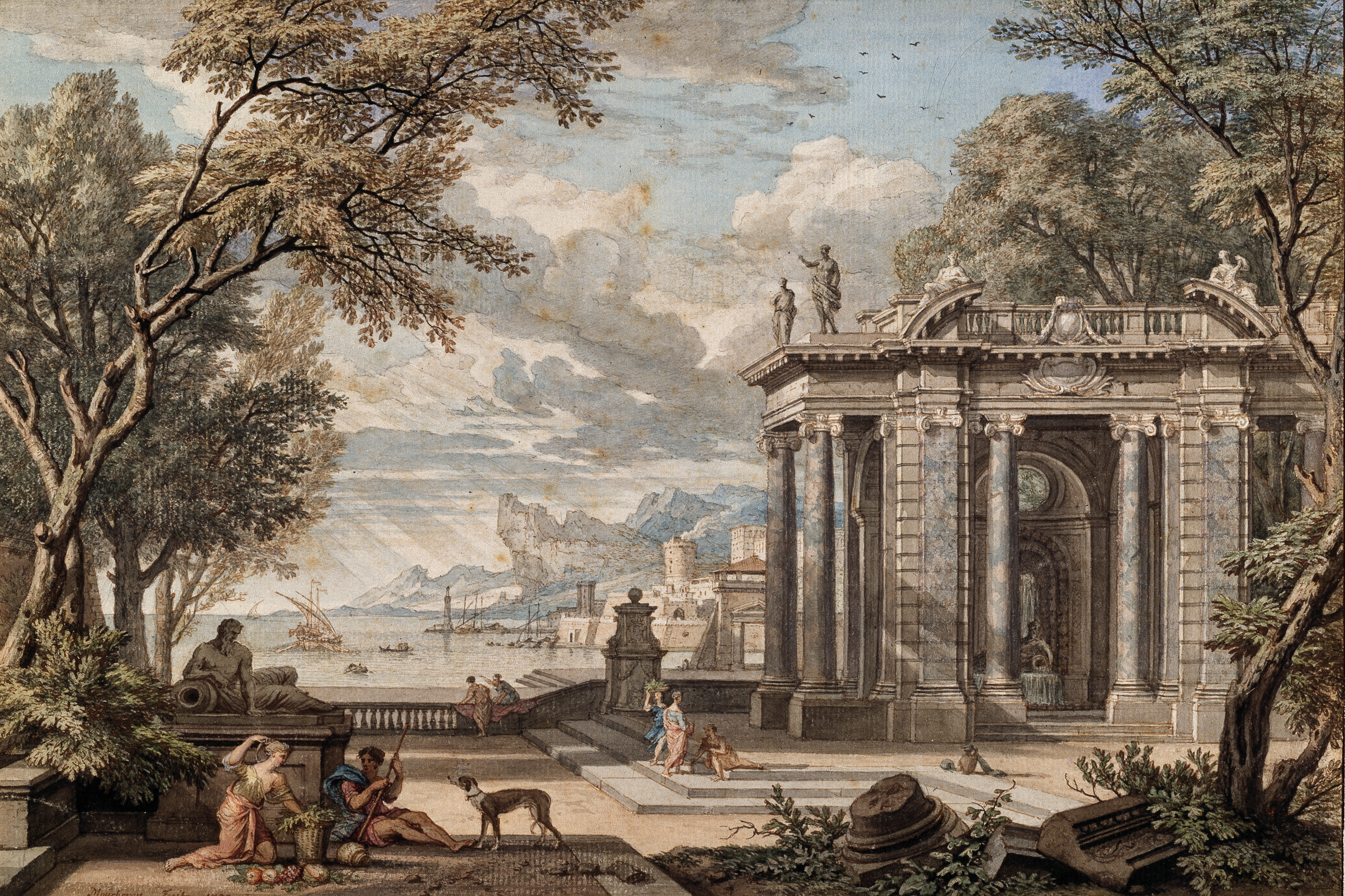
Аркадийский пейзаж. 1742. Бумага, тушь, акварель, перо, кисть. Королевский музей изящных искусств, Гент
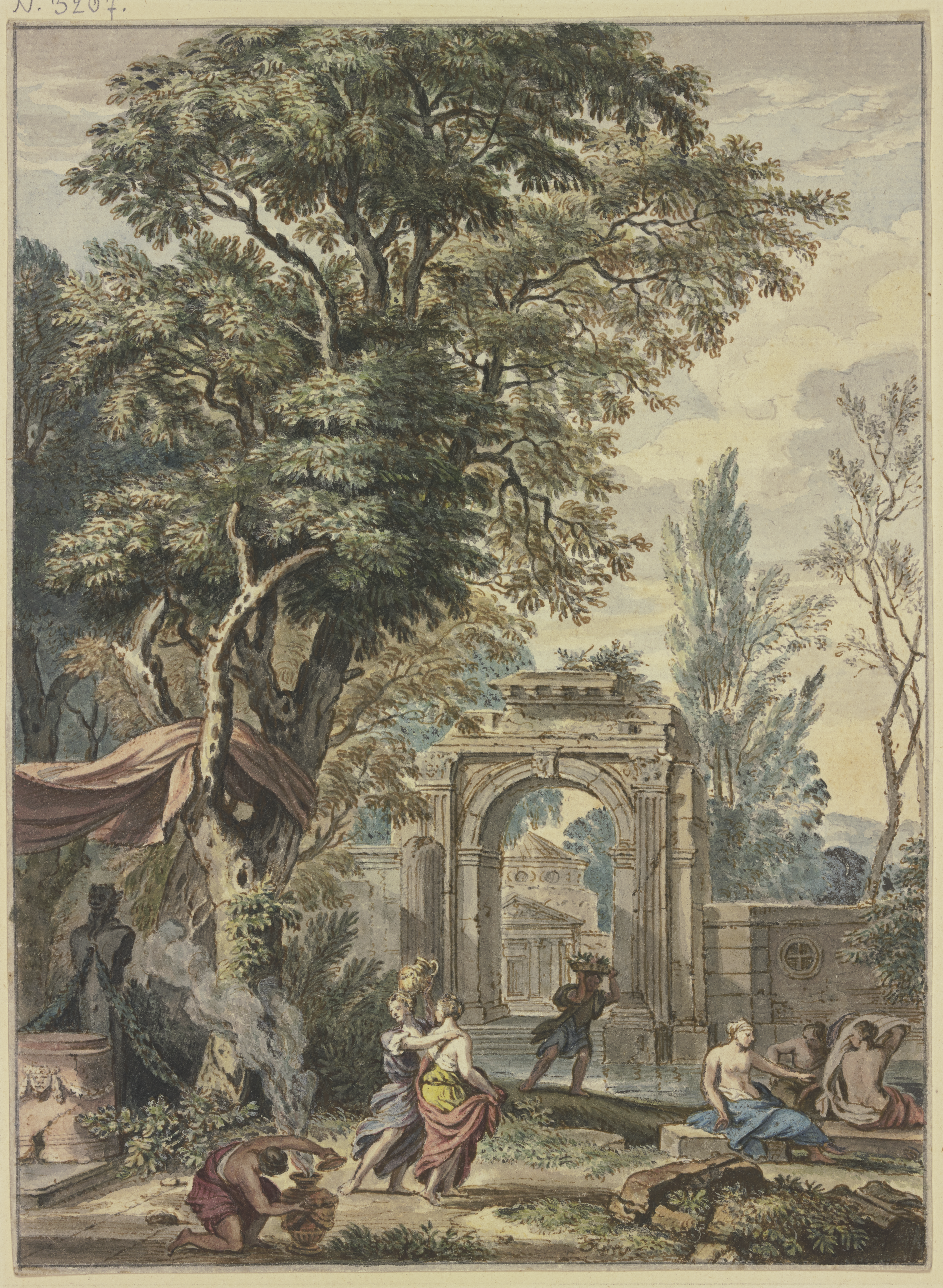
Aнтичный портал, слева статуя Пана с алтарём. Бумага, акварель, гуашь. Штеделевский художественный институт, Франкфурт-на-Майне
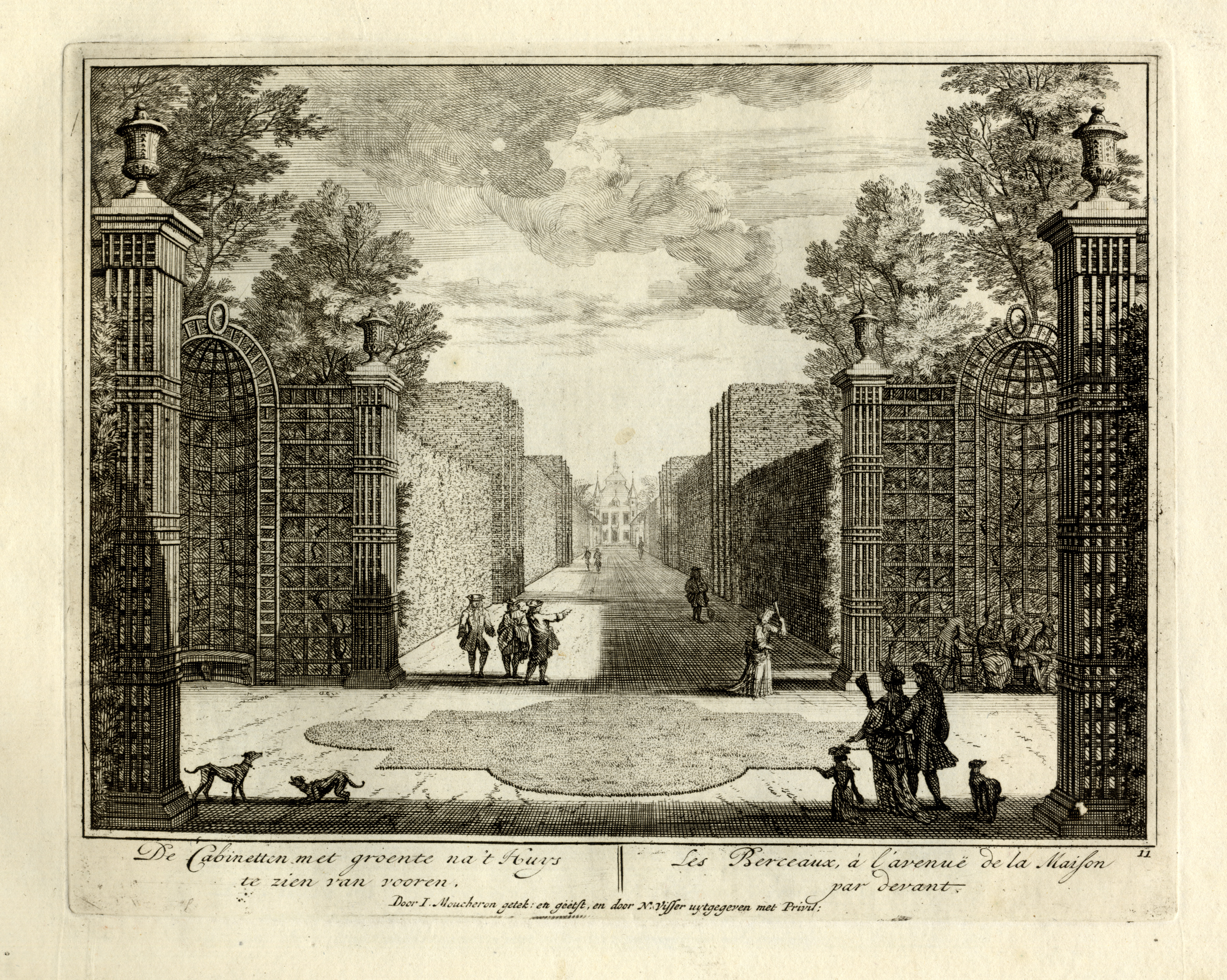
Вид на боскеты и трельяжи вдоль главной оси сада в Хемстеде в Хаутене. Между 1695 и 1700. Офорт. Городской архив, Утрехт.
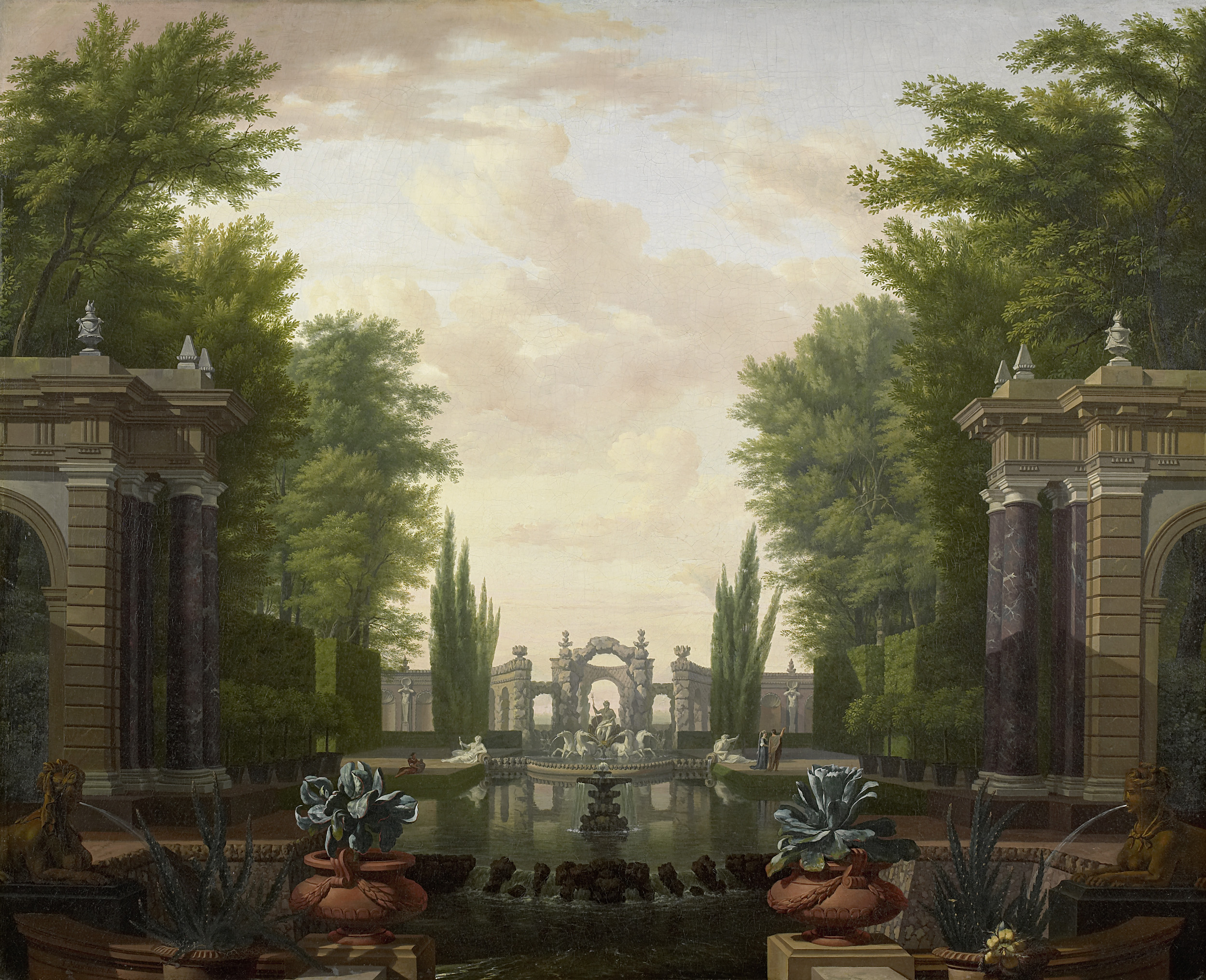
Водный партер в парке. Между 1700 и 1744. Холст, масло.  Рейксмюсеум, Амстердам
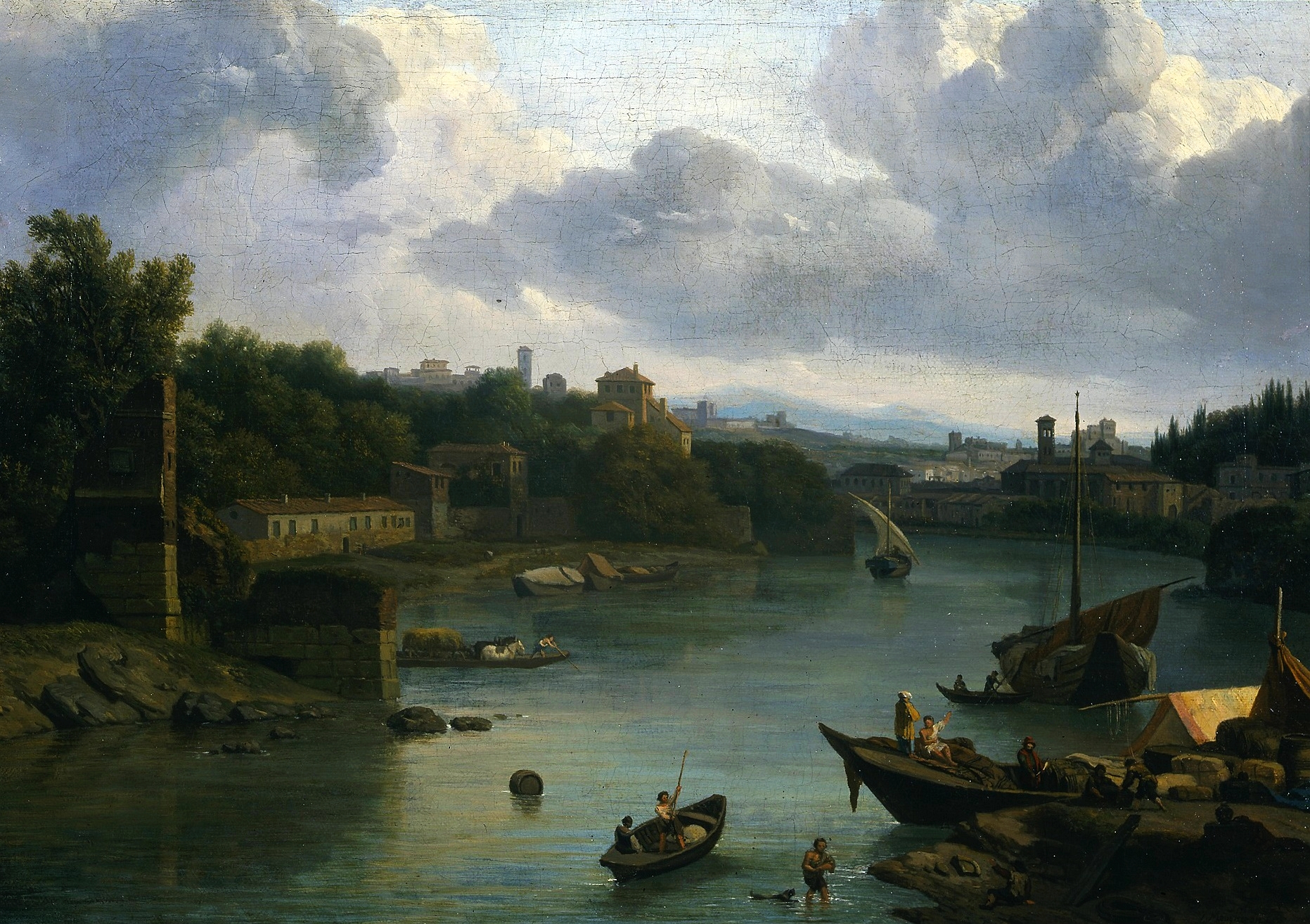
Вид Тибра от Порто-ди-Рипетта. 1690-е. Холст, масло. Национальный музей, Варшава
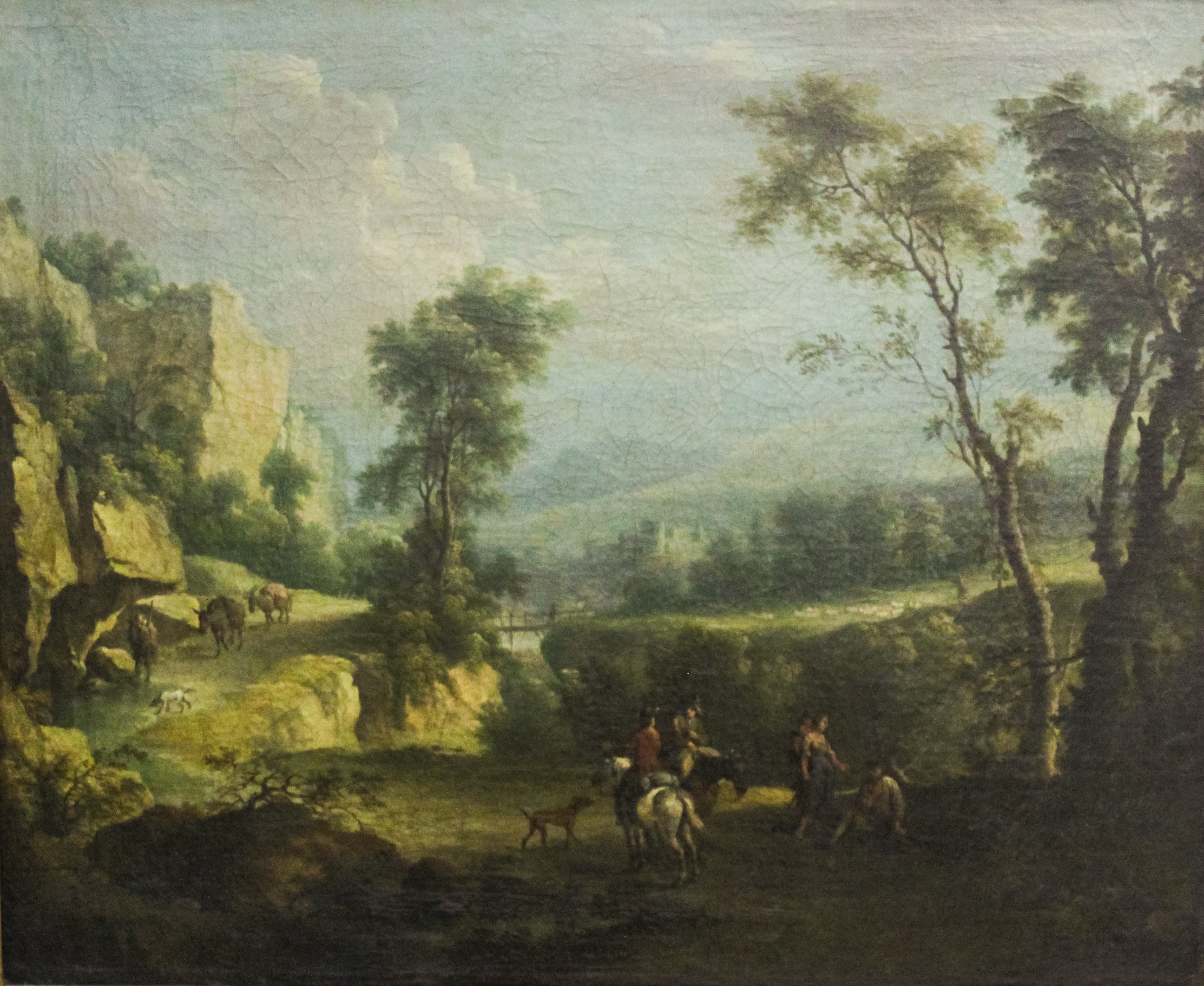
Пейзаж с фигурами. Холст, масло. Национальный музей изящных  искусств, Валлетта.
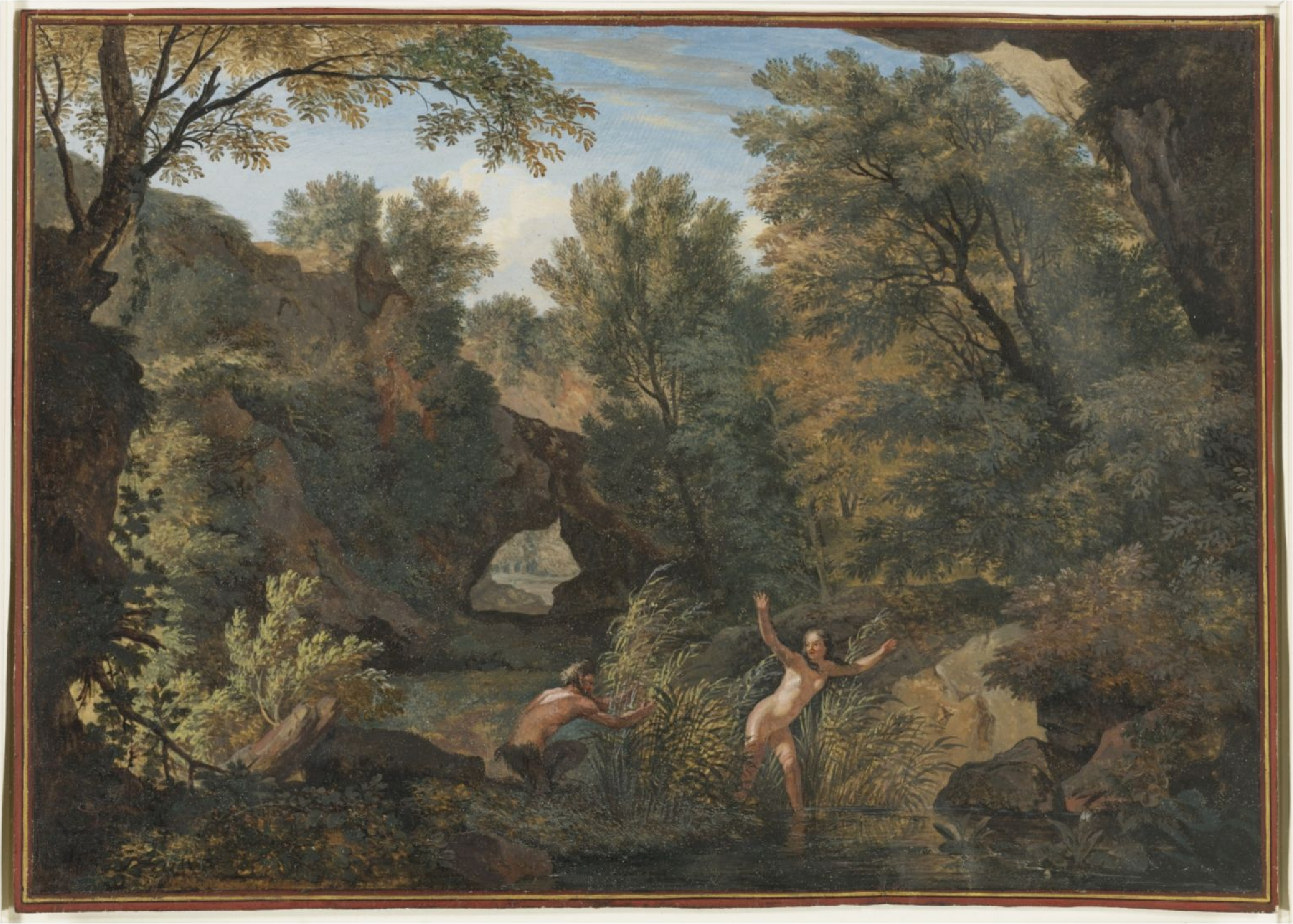
Речной пейзаж с нимфой, испуганной сатиром. Велень, гуашь. Частное собрание
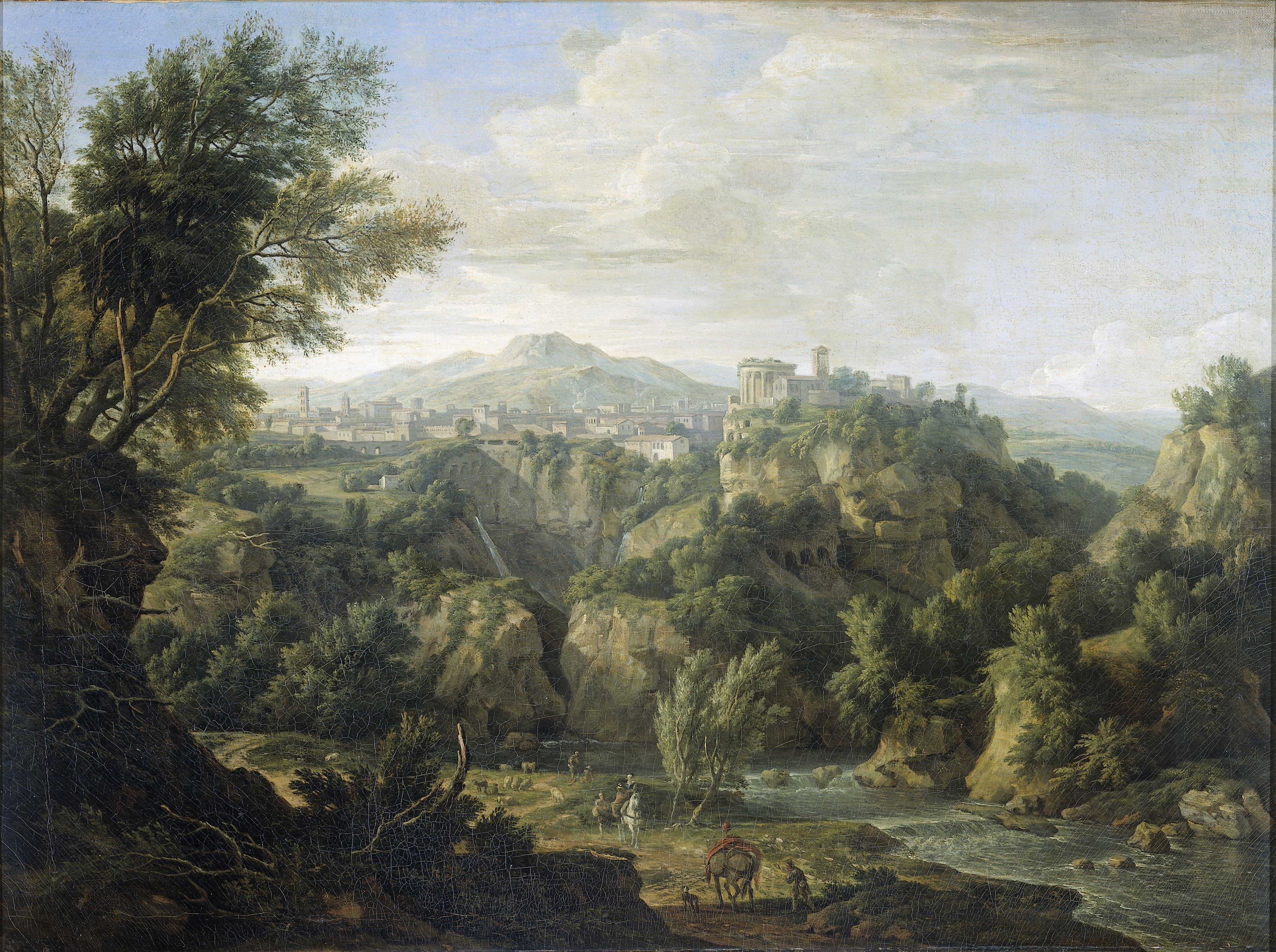
Вид на Тиволи. 1725. Холст, масло. Рейксмюсеум, Амстердам